# Università federale Fluminense
L'Università federale Fluminense è un'università pubblica brasiliana di Niterói, fondata il 18 dicembre 1960.